# Soul, Soul, Soul
Soul, Soul, Soul is een album van Aretha Franklin uit 1968 uitgebracht door CBS, catalogusnummer S 63152. Het album werd in de VS en Canada uitgebracht door Columbia Records onder de titel Take a Look (catalogusnummer C 10592). Het nummer "Lee Cross" werd geschreven door Ted White, met wie Aretha Franklin in die tijd getrouwd was.

## Tracks
Kant A
1. 'Lee Cross'
2. 'Operation Heartbreak'
3. 'Bill Bailey, Won't You Please Come Home'
4. 'I'll Keep On Smiling'
5. 'I Won't Cry Anymore'

Kant B
1. 'Take A Look'
2. 'Won't Be Long'
3. 'Until You Were Gone'
4. 'Blue Holiday'
5. 'Follow Your Heart'